# Hängebahn Memphis
Die Hängebahn Memphis, auch Mud Island Monorail oder Memphis Monorail (‚Mud Island- bzw. Memphis-Einschienenbahn‘) genannt, verband zwischen 1982 und 2018 die Innenstadt von Memphis im US-Bundesstaat Tennessee mit dem Vergnügungspark auf der Insel Mud Island. Der Fahrweg befindet sich unter einer Fußgängerbrücke über den Fluss Wolf River.

## Geschichte
Bereits am 29. Juni 1981 eröffnete die neue Fußgängerbrücke von der Innenstadt über den ursprünglichen Mündungsarm des Wolf River, heute Wolf River Harbor genannt. Die lichte Höhe über dem Wasserspiegel orientiert sich nach einer Vorgabe der US-Küstenwache dabei an der Höhe der nördlich gelegenen Hernando de Soto-Autobahnbrücke. Obwohl die beiden Wagen bereits im selben Sommer aus der Schweiz angeliefert wurden, begann der öffentliche Passagierbetrieb erst am 3. Juli 1982.
Nach mehreren technischen Pannen im Verlauf des Jahres 2018, bei der in einem Fall die Feuerwehr gestrandete Passagiere über dem Fluss evakuieren musste, und einem Motorschaden des Antriebes wurde der Betrieb bis auf Weiteres eingestellt.

## Fahrzeuge und Technik
Die 518 Meter lange Hängebahn wurde von zwei Wagen befahren, die jeweils einen eigenen Fahrbalken besaßen. Jeder der dreigliedrigen Wagen verfügte über eine Kapazität von 180 Passagieren und fuhr mit einer durchschnittlichen Geschwindigkeit von 7 Meilen pro Stunde, entsprechend 11,3 km/h. Bewegt wurden die beiden Wagen durch ein umlaufendes Seil von 1.067 Metern Länge, ähnlich wie Standseilbahnen. Aufgrund der geringen Breite der Brücke war die Begegnung der Fahrzeuge nur in der Brückenmitte möglich. Dort befindet sich eine Ausweichstelle. Im Gegensatz zu den ähnlich konstruierten Hängebahnen in Wuppertal und Dresden verwendete die Anlage in Memphis Gummilaufräder. Zudem hatte sie, ähnlich wie die H-Bahn, keine Fahrer, sondern wurde von einer zentralen Leitstelle aus gesteuert. Die Reisezeit betrug zwei Minuten.

## Trivia
Im Film Die Firma benutzt Mitch McDeere (Tom Cruise) auf seiner Flucht die Hängebahn.